# Mark Mothersbaugh
Mark Allen Mothersbaugh (født 18. maj 1950 i Akron, Ohio) er en amerikansk kunstner og musiker.
Han er medstifter af new wave gruppen Devo, sammen med Gerald Casale og Bob Lewis. Desuden er hans yngre bror, Bob Mothersbaugh, fast guitarist for Devo, og hans yngste bror, Jim Mothersbaugh, er tidligere trommeslager for gruppen.
Siden Devo har han haft en stor karriere inden for komponering af musik til film, tv-serier og reklamer. Han har blandt meget lavet musik til mange af Wes Andersons film (Bottle Rocket, Rushmore, The Royal Tenenbaums og The Life Aquatic with Steve Zissou) og Jak and Daxter: The Precursor Legacy.